# Ikaztegieta
Ikaztegieta és un municipi de Guipúscoa, de la comarca del Tolosaldea. Per la seva grandària i caràcter sociològic pot qualificar-se de rural. El 2023 tenia 487 habitants, de les quals 88,83% parlen basc. Es troba en la vega del ric Oria on s'han instal·lat diverses indústries de mida mitjana. Les bones comunicacions (és travessat per l'autovia N-1 i el ferrocarril Madrid-Irun) han contribuït a certa puixança i creixement del municipi. Té un caràcter a cavall entre el món rural i urbà.
Els orígens de la vila són desconeguts i escassegen les notícies referents a les etapes inicials. El nom, Ikaztegieta, és traduïble del basc com «lloc de carboneres», pel que es creu que la fabricació de carbó vegetal en les forests properes va poder tenir una importància cabdal en la primitiva economia de la localitat. Sempre ha estat una població petita que durant l'Edat Mitjana va buscar l'empara de la vila de Tolosa, a la qual es va unir el 1374. Posteriorment, allunyat el perill de les lluites feudals, Ikaztegieta va recuperar l'autonomia municipal el 1615 quan va obtenir el títol de vila, que li va concedir el rei Felip II. A causa de la seva escassa grandària va haver d'unir-se a poblacions veïnes per a plantar cara a les despeses municipals.
Des de 1625 va formar amb les veïnes viles de Alegia i Orendain, la Unió d'Aizpurua. Ja al segle xx, entre 1967 i 1988, Ikaztegieta va estar unida a les localitats d'Orendain i Baliarrain, junts van formar el municipi d'Iruerrieta.
Dintre del nucli destaca l'Església Parroquial de San Lorenzo, construïda des del segle xvi i remodelada en el segle xvii. D'estil gòtic tardà, presenta genuïns caràcters particulars del gòtic basc. Posseeix una torre moderna amb campanar i rellotge. Als afores de la vila, al costat de la carretera general hi ha una Ermita dedicada a Nostra Senyora del Pilar. Va ser edificada al segle xix per un rector com desgreuge a una ofensa feta a Saragossa a la verge del Pilar. Les festes patronals se celebren per Sant Llorenç, el 10 d'agost. El municipi té una famosa sidreria al nucli urbà.
S'hi accedeix per carretera a través d'un desviament en la carretera N-l. Hi ha línia d'autobusos i un baixador de RENFE.

## Persones cèlebres
- Juan José Olaberria (1945): va ser membre del partit polític Euskadiko Ezkerra. Parlamentari basc entre 1980 i 1984
- Iñaki Zubeldia (1945): pedagog i escriptor en basc.
- Martín Iturbe (1932): sacerdot i escriptor en basc.
- Martín de Celayeta y Lizarza: va ser bisbe de Lleó al segle xviii.